# برونن
برونن (به آلمانی: Brunnen, Bavaria) یک شهر در آلمان است که در نویبورگ-شروبنهاوزن واقع شده‌است.

## خصوصیات
برونن ۳۲٫۱۲ کیلومترمربع مساحت دارد ۳۹۱ متر بالاتر از سطح دریا واقع شده‌است.